# Хисдай, Яаков
Яаков Хисдай (ивр. יעקב חסדאי‎, род. 1938, Тель-Авив) — израильский историк, юрист, публицист, общественный деятель. Полковник ЦАХАЛа в отставке, герой Шестидневной войны и Войны Судного дня. Лауреат медали «За отвагу». Живёт в Иерусалиме.

## Биография
Родился в Тель-Авиве в 1938 году, изучал историю в университете, стал кадровым офицером-десантником. В Шестидневной войне был ранен в бою под Газой. Был инструктором Высших командных курсов ЦАХАЛа. Участвовал в Войне на истощение (1968—1970) и Войне Судного дня (1973). Награждён медалью «За отвагу», второй высшей военной наградой Израиля.
В последний день Войны Судного дня участвовал в бою за Суэц. Командование послало десантный полк на захват Суэца, не подготовив и не спланировав эту операцию, считая, что город почти не защищается и захватить его не составит труда. Но начался жестокий бой, и вместо захвата города израильтянам пришлось обороняться. Через несколько часов боя их попытались эвакуировать на бронетранспортерах, но потом сообщили, что эти попытки прекращаются. Это означало: мы вас бросаем, надейтесь только на себя. Подполковник Хисдай принял командование, и ему удалось вывести уцелевших солдат (и вынести раненых) за пределы Суэца, в расположение израильских частей. «Нас могли подслушивать, — рассказывал он потом в интервью, — поэтому я говорил по рации, как в детской игре, с добавлением слогов. А когда уже приближались к своим, я боялся, как бы нас не приняли за египтян и не открыли огонь. Поэтому я дал команду: как можно громче петь на иврите!»
В конце 1973 года была создана комиссия Аграната по расследованию событий Войны Судного дня. Хисдай был приглашен участвовать в работе комиссии в качестве военного эксперта. Его критика армейского командования за безответственность и халатность привела к тому, что в 1978 году он был вынужден покинуть армию (в чине полковника).
Защитил диссертацию по истории евреев Польши, несколько лет преподавал в Иерусалимском университете. Потом окончил юридический факультет и стал адвокатом. Среди прочего он защищал большую группу репатриантов из России, потерявших деньги во время репатриации в середине 1990-х годов. Его незаурядному поступку в одном из эпизодов этой нашумевшей истории (он заплатил за своих подзащитных деньги, которые с них через суд потребовали другие адвокаты, хотя не сумели им помочь) была посвящена статья Евгении Кравчик в газете «Вести» «О благородстве и не только о нём».
Создатель общественного движения «Лаор».

## Публикации
Автор множества публикаций в израильской прессе на иврите (газета «Маарив», сайт Ynet и др.).
Автор трёх сборников публицистики на иврите: «Правда, высвеченная войной» (1978), «Железным резцом» (1982), «На пороге юбилея» (1998) и одного на русском языке — «Смутное время: Израиль после 1973 года» (Иерусалим, 2003, перевод Р. Торпусман).
Автор серии публикаций в переводе на русский язык в сетевом журнале «Заметки по еврейской истории».

### В литературе на русском языке
- Упоминается в книге мемуаров «Позавчера и сегодня» Льва Разгона как земляк, потомок выходцев из города Горки, для которого это столь важная часть семейной истории, что он пригласил мемуариста к себе домой для знакомства с семьей. В описании есть неточности: среди прочего, израильский земляк именуется «генералом», и фамилия его предков передается как Гиндеман (в действительности — Гинодман, см. ниже).
- Выведен в книге израильской художницы Веры Гуткиной «Нужник с крокодилами» (описывающей историю потери денег при репатриации) под именем «Яков Кристалл».

## Семья
Отец — Авраам Гинодман (1882?-1960), впоследствии Авраам Хисдай (перевод фамилии с идиша на иврит, значение - "милостивый", "благодетель"). Родом из города Горки Могилевской губернии, позже жил в Нижнем Новгороде. Участник Сионистского конгресса в 1902 г. Переселился в Эрец-Исраэль в 1912 г., но позже поехал навестить родственников и из-за войны и революции смог вернуться в Эрец-Исраэль только в 1919 г. На своем памятнике завещал написать: «Здесь похоронен сионист и вегетарианец, человек, который был всегда доволен своей участью».
Яаков Хисдай, как и его отец, — вегетарианец и ортодоксальный иудей.
Мать — Ципора Хисдай (Ротлеви), из Польши.
Жена — Рухама Хисдай (Кальнер).
У Яакова и Рухамы семеро детей.